# Gewura
Gewura (hebr. גבורה, srogość, zwana także Din, Prawo) – piąta sefira kabalistycznego Drzewa Życia.

## Kabała
W kabalistycznym Drzewie Życia Gewura jest jedną z 10 sefirot. Razem z Chesed odpowiadają za świadomość zmian i różnic.
W przeciwieństwie jednak do twórczej i męskiej Chesed, należąca do żeńskiej kolumny Gewura odpowiada za niszczenie form, jakie przyjmować może energia. To te dwie sefiry tworzą otchłań dzielącą Świat Kreacji (Briah) od Świata Duchowego (Aciluth). Strażnikiem tej Sefiry jest Archanioł Kamael.

## Tarot
W tarocie odpowiednikiem Gewury są Małe Arkana Piątki. Symbolem dróg łączących Gewurę z innymi sefirotami są odpowiednio Wielkie Arkana: Rydwan (Gewura - Bina), Sprawiedliwość (Gewura - Chesed), Moc (Gewura - Tiferet), Wisielec (Gewura - Hod).